# サッカロミケス科
サッカロミケス科(Saccharomycetaceae)は、サッカロミケス目に分類される酵母の科の一つで、出芽によって生殖を行う。この科の種は汎存種であり、多様な環境に生息し、とくに炭水化物の豊富な場所によく見られる。明らかに経済的重要性のもっとも高い菌類である、出芽酵母Saccharomyces cerevisiaeはこれに属する。

## 属
2007年現在の子嚢菌門の分類法によると、20の属があるがその中の数個（？マーク付加のもの）は不明確であり研究段階である。
- Brettanomyces
- Candida
- ?Citeromyces
- ?Cyniclomyces
- ?Debaryomyces
- ?Issatchenkia
- Kazachstania (Arxiozyma と同じ)
- Kluyveromyces
- Komagataella
- Kuraishia
- Lachancea
- ?Lodderomyces
- Nakaseomyces
- ?Pachysolen
- Pichia
- サッカロミケス属 Saccharomyces
- Spathaspora
- Tetrapisispora
- Vanderwaltozyma
- Torulaspora
- ?Williopsis
- Zygosaccharomyces
- Zygotorulaspora